# Гулько Борис Іванович
Борис Іванович Гулько (нар. 1963, село Стецівка, Звенигородський район, Черкаська область) — український суддя, голова Касаційного цивільного суду у складі Верховного Суду (2014—2017).

## Освіта
У 1988 році закінчив юридичний факультет Київського університету імені Тараса Шевченка, отримавши кваліфікацію юриста.

## Кар'єра
1980–1981 — робітник Ватутінського автооб'єднання 23663, Черкаська область.
1981–1983 — служба в армії.
1983–1988 — студент Київського університету імені Тараса Шевченка.
1988 — стажист народного судді, 1988–1989 — в.о. народного судді Шевченківського районного народного суду міста Києва.
З червня 1989 — суддя (з липня 1999, безстроково), з вересня 2000 — заступник голови, голова Шевченківського районного суду міста Києва.
З травня 2011 — суддя Вищого спеціалізованого суду України з розгляду цивільних і кримінальних справ (безстроково).
З 16 квітня 2014 — голова ВССУ.
Борис Гулько є новообраним суддею Касаційного цивільного суду Верховного Суду, утвореного після реформи 2016 року.
7 грудня 2017 він обраний головою Касаційного цивільного суду.
Член Комісії з питань правової реформи з 7 серпня 2019.

## Нагороди
Заслужений юрист України (грудень 2004).